# Wandervogel

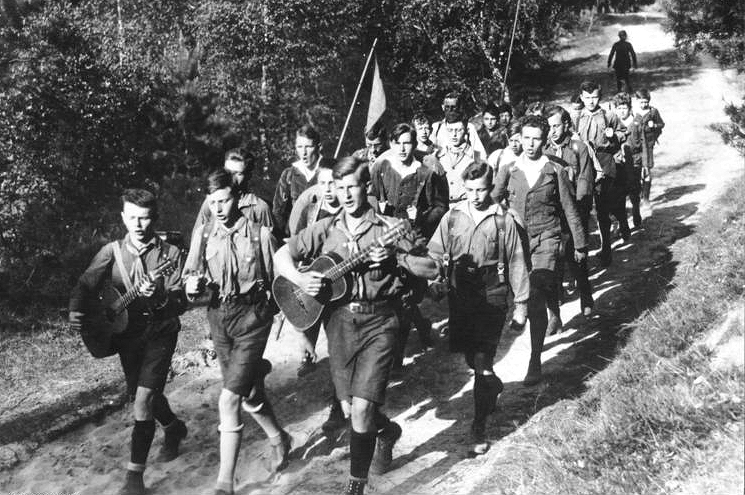
Członkowie ruchu z Berlina, 1930

Wandervogel (pol. Wędrowny ptak) – ruch młodzieżowy, powstały w Niemczech pod koniec XIX wieku. W jego ramach powstały liczne grupy młodzieżowe – byli to pionierzy niemieckiego skautingu, propagujący rozwój patriotyczny poprzez m.in. krajoznawstwo i budowę „nowego porządku”.
Ruch ten odwoływał się do romantycznego buntu przeciw nowoczesności, moralności mieszczańskiej i dotychczasowym autorytetom. Stał on niejako w opozycji do propaństwowego patriotyzmu cesarskich Niemiec i habsburskich Austro-Węgier. Głosił kult przyrody ojczystej, nordyckiego piękna, mitologii germańskiej. Odrzucał on podziały partyjne i klasowe na rzecz stworzenia „wspólnoty ludowej” Niemców.